# Marcel Kittel
Marcel Kittel (Arnstadt, Turíngia, 11 de maig de 1988) és un ciclista alemany, professional des del 2011. Actualment corre a l'equip Katusha. En el seu palmarès destaquen catorze etapes al Tour de França, quatre al Giro d'Itàlia i una a la Volta a Espanya, entre altres victòries.

## Biografia
Excel·lent contrarellotgista, amb els anys s'ha anat reciclant com a esprintador. Kittel té un gran palmarès en categories inferiors, havent-se proclamat dues vegades campió del món júnior de contrarellotge, el 2005 i 2006, i campió d'Europa sub-23 de contrarellotge el 2009.
En el seu primer any com a professional, el 2011, va obtenir nombroses victòries, entre elles una etapa de la Volta a Espanya, 4 etapes de la Volta a Polònia, 4 etapes dels Quatre dies de Dunkerque, la general del Delta Tour Zeeland, la ProRace Berlin i el Campionat de Flandes.
El 2012 aconseguí tretze victòries, entre elles la general del Scheldeprijs i el Circuit de Houtland, així com nombrosos etapes en curses d'una setmana, com ara a l'Eneco Tour o el Tour d'Oman.
El 2013 fou l'any de la seva consagració com a esprintador una quinzena de victòries, destacant quatre victòries d'etapa al Tour de França, la primera de les quals li va servir per dur el mallot groc de líder durant una etapa. A banda, repetí victòria al Scheldeprijs i aconseguí la general del Tour de Picardia.
El 2014 continuaren els seus èxits, amb victòries des del començament de la temporada, com el Down Under Classic, tres etapes del Tour de Dubai, dues al Giro d'Itàlia i quatre al Tour de França, la primera de les quals li va servir per dur el mallot groc de líder durant una etapa.

## Palmarès
- 2004
  -  Campió d'Alemanya en ruta cadet
- 2005
  -  Campió del món júnior en contrarellotge
  - Vencedor d'una etapa de la Volta a la Baixa Saxònia júnior
  - Vencedor d'una etapa de la Sint-Martinusprijs Kontich
- 2006
  -  Campió del món júnior en contrarellotge
  -  Campió d'Alemanya en contrarellotge junior
  -  Campió d'Alemanya en contrarellotge per equips junior
  - 1r al Tour de Lorena junior i vencedor d'una etapa
  - Vencedor d'una etapa de la Copa del President de la Vila de Grudziądz
  - Vencedor d'una etapa del Trofeu Karlsberg
  - Vencedor d'una etapa de la Sint-Martinusprijs Kontich
  - Vencedor d'una etapa de la Volta a la Baixa Saxònia júnior
- 2007
  -  Campió d'Alemanya de contrarellotge sub-23
  - Vencedor d'una etapa del Tour de Brandenburg
- 2008
  - 1r al Memorial Davide Fardelli
  - Vencedor d'una etapa del Tour de Brandenburg
- 2009
  - Campió d'Europa en contrarellotge sub-23
  - Vencedor de 2 etapes de la Fletxa del Sud
  - Vencedor d'una etapa del Tour de l'Haut-Anjou
  - Vencedor d'una etapa de la Volta a Turíngia
- 2010
  -  Campió d'Alemanya en contrarellotge sub-23
  - Vencedor d'una etapa de la Festningsrittet
  - Vencedor de 2 etapes del Tour de Mosel·la
  -  Medalla de bronze al Campionat del món de contrarellotge sub-23
- 2011
  - 1r a la ProRace Berlin
  - 1r al Delta Tour Zeeland i vencedor d'una etapa
  - 1r al Campionat de Flandes
  - 1r al Giro de Münsterland
  - Vencedor de 4 etapes de la Volta a Polònia
  - Vencedor de 4 etapes dels Quatre dies de Dunkerque
  - Vencedor de 2 etapes del Herald Sun Tour
  - Vencedor d'una etapa de la Volta a Espanya
  - Vencedor d'una etapa del Tour de Langkawi
- 2012
  - 1r al Scheldeprijs
  - 1r al Circuit de Houtland
  - 1r al Tour de Münster
  - Vencedor de 2 etapes a l'Eneco Tour
  - Vencedor de 2 etapes al Tour d'Oman
  - Vencedor de 2 etapes al Ster ZLM Toer
  - Vencedor de 2 etapes de l'Eurométropole Tour
  - Vencedor d'una etapa a l'Étoile de Bessèges
  - Vencedor d'una etapa als Tres dies de De Panne-Koksijde
- 2013
  - 1r al Scheldeprijs
  - 1r al Tour de Picardia i vencedor de 2 etapes etapa
  - 1r a la ProRace Berlin
  - 1r al Circuit de Houtland
  - 1r a l'Acht van Chaam
  - Vencedor de 4 etapes al Tour de França
  - Vencedor de 3 etapes de la Volta a Turquia
  - Vencedor d'una etapa a la París-Niça
  - Vencedor d'una etapa al Tour d'Oman
  - Vencedor d'una etapa a la Ster ZLM Toer
- 2014
  - 1r al Down Under Classic
  - 1r al Scheldeprijs
  - Vencedor de 4 etapes al Tour de França
  - Vencedor de 3 etapes del Tour de Dubai
  - Vencedor de 2 etapes al Giro d'Itàlia
  - Vencedor d'una etapa a la Ster ZLM Toer
  - Vencedor de 2 etapes a la Volta a la Gran Bretanya
- 2015
  - 1r al Down Under Classic
  - Vencedor d'una etapa a la Volta a Polònia
- 2016
  -  Campió del món en contrarellotge per equips
  - 1r al Tour de Dubai i vencedor de 2 etapes
  - 1r al Scheldeprijs
  - Vencedor de 2 etapes al Giro d'Itàlia
  - Vencedor de 2 etapes a la Volta a l'Algarve
  - Vencedor d'una etapa al Tour de França
  - Vencedor d'una etapa al Tour de Romandia
  - Vencedor d'una etapa als Tres dies de De Panne-Koksijde
- 2017
  - 1r al Tour de Dubai i vencedor de 3 etapes
  - 1r al Scheldeprijs
  - Vencedor d'una etapa a l'Abu Dhabi Tour
  - Vencedor d'una etapa als Tres dies de La Panne
  - Vencedor d'una etapa a la Volta a Califòrnia
  - Vencedor d'una etapa al Ster ZLM Toer
  - Vencedor de 5 etapes al Tour de França
- 2018
  - Vencedor de 2 etapes a la Tirrena-Adriàtica
- 2019
  - 1r al Trofeu Palma

### Resultats a la Volta a Espanya
- 2011. Abandona (13a etapa). Vencedor d'una etapa

### Resultats al Tour de França
- 2012. Abandona (5a etapa)
- 2013. 166è de la classificació general. Vencedor de la 1a, 10a, 12a i 21a etapes.  Porta el mallot groc durant 1 etapa
- 2014. 161è de la classificació general. Vencedor de la 1a, 3a, 4a i 21a etapes.  Porta el mallot groc durant 1 etapa
- 2016. 166è de la classificació general. Vencedor de la 4a etapa
- 2017. Abandona (17a etapa). Vencedor de 5 etapes
- 2018. Fora de control (11a etapa)

### Resultats al Giro d'Itàlia
- 2014. No surt (4a etapa). Vencedor de 2 etapes
- 2016. No surt (9a etapa). Vencedor de 2 etapes.  Porta el Mallot rosa durant 1 etapa